# ماري فووت سايمور
ماري فووت سايمور (بالإنجليزية: Mary Foot Seymour)‏ هي سيدة أعمال وكاتِبة وصحفية أمريكية، ولدت في 1846 في أورورا في الولايات المتحدة، وتوفيت في 21 مارس 1893 في نيويورك في الولايات المتحدة.